# アンバランスなKissをして
「アンバランスなKissをして」（アンバランスなキスをして）は、高橋ひろの2枚目のシングル。

## 概要
- フジテレビ『幽☆遊☆白書』の第3期エンディングテーマ。暗黒武術会編途中から使用された。馬渡松子「微笑みの爆弾」のリテイクシングルのカップリングでは、Aメロにピアノサウンド、間奏にギターサウンドを導入している。
- 高橋によれば、自分が一番影響を受けた日本の70年代歌謡曲を90年代の感覚で再構成した曲であり、イントロはアニマルズがヒットさせた「悲しき願い」の流れを汲み、高橋自身が敬愛する筒美京平がこのフレーズを引用し、拘り続けていたため、高橋もこの脈々と続いたフレーズをぜひ使いたかったと述べている[1]。
- チャート最高28位ながら約30万枚のセールスを記録し、彼の代表曲となった。
- 後に、当アニメの主人公である浦飯幽助を演じる佐々木望がカバーした。
- スマートフォン用アプリ『幽☆遊☆白書100%本気バトル』の「暗黒武術会」モードのバトルBGMとして表題曲のアレンジBGMが使用されている。

## 収録曲
1. アンバランスなKissをして
作詞：山田ひろし / 作曲・編曲：高橋ひろ
2. アンバランスなKissをして (inst.)

## 楽曲の収録アルバム
- WELCOME TO POPSICLE CHANNEL (#1、album ver.)
- 高橋ひろ ベスト・コレクション (#1)

## 参加ミュージシャン
- 高橋ひろ - キーボード、シンセサイザー、コーラス
  - 原田未秋 - ギター
  - 河合代介 - オルガン、シンセサイザー
  - 山岡広司 - プログラミング

## カバー
- Lead - シングル「HURRICANE」（初回盤A）に収録。
- AYABIE - アルバム「V-ANIME ROCKS evolution」に収録。
- EIZO Japan - アルバム「EIZO Japan 1」に収録。
- misono - アルバム「カバALBUM」に収録。
- M.O.E. - アルバム「俺たちの歌を聴くCD」に収録[2][3]。
- 鈴木千尋 - アルバム「百歌声爛 男性声優編III」に収録。
- 代永翼 - アルバム「新・百歌声爛 男性声優編」に収録。
- 杉山紀彰 - アルバム「新・百歌声爛II 男性声優編」に収録。
- 緒方恵美 - アルバム「アニメグ。」に収録。『幽☆遊☆白書』で登場人物の蔵馬役をつとめた。
- 諏訪部順一 - アルバム「バクマン。キャラクターカバーソングアルバム UTAMAN」に収録。
- 菊地真（平田宏美） - アルバム「THE IDOLM@STER MASTER ARTIST 3 03 菊地真」に収録。